# Nicolás Tami
Nicolás Tami (Lima, Provincia de Lima, Perú, 6 de abril de 2001) es un futbolista peruano. Juega como delantero centro  y su equipo actual es el University of The Cumberland de la NCAA de Estados Unidos.

## Trayectoria

### Divisiones menores
Tuvo pasantías en el extranjero con el Celta de Vigo de España en 2017, Atlético Nacional de Colombia en 2017 y el Club Brujas de Bélgica en 2018.
En 2017, fue parte del Club Esther Grande de Bentín, pasando también por las menores de Sporting Cristal y Sport Boys en 2018. Fue nominado a mejor jugador de la Copa Federación en la categoría 2001.

### Alianza Lima
Para el año 2019, pasa a las menores del cuadro íntimo, siendo ascendido al equipo de reserva e invitado a entrenar con el primer equipo. A finales del mismo año firma su primer contrato como profesional hasta finales de 2020.
Alternó con la reserva y entrenó con el primer equipo, ganándose un lugar a pulso a ser convocado para representar a la selección sub-20.

### Juan Aurich
En 2020, es prestado al Juan Aurich de la Liga 2, haciendo su debut el 27 de octubre de ese mismo año, por la primera fecha ante Unión Huaral, dando dos asistencias al delantero Alejandro Ramírez.

## Selección nacional
Debido a sus buenas actuaciones en Alianza Lima, fue llamado a varios microciclos de la selección peruana Sub-20. Fue convocado como sparring de la selección mayor para la Copa América 2019 realizado en Brasil.